# San (stad)
San is een stad (commune urbaine) en gemeente (commune) en de hoofdstad van de cercle San in de regio Ségou in Mali. Tijdens de volkstelling van 2009 woonden er 67.000 mensen in San.

## Geografie
San ligt op een hoogte van 279 meter, iets boven de vruchtbare riviervlakte van de Bani die regelmatig overstroomt. Hierdoor wordt de uitbreiding van de stad bemoeilijkt.

## Economie
Vooral de landbouw en de dienstensector zijn belangrijk. Industrie is er praktisch niet in San.

## Religie
De grote meerderheid van de bevolking is moslim. Sinds 1964 is de stad zetel van het rooms-katholieke bisdom San.

## Geboren
- Cheick Oumar Sissoko (1945), filmregisseur en minister van Cultuur